# Ried (Feldkirchen-Westerham)
Ried ist ein Ortsteil der Gemeinde Feldkirchen-Westerham im oberbayerischen Landkreis Rosenheim. Die Einöde liegt auf einer Höhe von 568 m ü. NN nördlich des Ortsteils Großhöhenrain und hatte 1987 13 Einwohner.
In Ried befindet sich ein denkmalgeschützter (Denkmaleintrag D-1-87-130-42) Wohnteil eines Bauernhauses aus der zweiten Hälfte des 17. Jahrhunderts.
Siehe auch: Liste der Baudenkmäler in Feldkirchen-Westerham#Ried